# 信息周刊
《信息周刊》（英語：InformationWeek）是一本关于面对面活动、虚拟活动以及研究的电子杂志。它的总部位于美国加利福尼亚州圣弗朗西斯科，于1985年由CMP Media也就是后来的UBM科技集团首次出版。